# Тёмкино (село, Смоленская область)
Тёмкино — село в Смоленской области России. Административный центр Тёмкинского района. Образует Тёмкинское сельское поселение. 

## География
Расположено в восточной части области в 200 километрах от Смоленска. 

## Население
| 1939  | 1959  | 1979  | 1989  | 2002  | 2012  | 2013  |
| ----- | ----- | ----- | ----- | ----- | ----- | ----- |
| 1451  | ↗1809 | ↗2733 | ↗2764 | ↘2452 | ↘2405 | ↗2406 |
| 2014  | 2015  | 2016  | 2017  | 2018  | 2019  | 2020  |
| ↗2415 | ↘2378 | ↗2386 | ↘2361 | ↘2346 | ↘2319 | ↘2302 |
| 2021  |       |       |       |       |       |       |
| ↘1731 |       |       |       |       |       |       |

По данным переписи населения 2002 года 95 % от всех жителей села составляют русские.

## История
Своё название райцентр получил от села Тёмкино (на карте Смоленской губернии 1860 года — село Тёмкина), расположенного в 3 км, к северу на р. Пчёлке. Это село возникло как сторожевой пост Григория Тёмного на рубеже между Литвой и Россией. (В «Первом послании Ивана Грозного Курбскому» упоминается воевода Григорий Тёмный).
Возникло как станция на строившейся железной дороге Вязьма—Калуга Сызрано-Вяземской железной дороги в 1874 году, на месте деревни Поляна Воейкова. В середине XIX века было около 25 дворов с населением 180 человек. До 1917 года входило в состав Юхновского уезда Смоленской губернии, с 1922 года — в составе Вяземского уезда. В 1929—1963 и с 1972 года центр Тёмкинского района. 1963—1972 — центр Тёмкинского сельсовета Гжатского района.

## Экономика
В советское время в селе располагался льнозавод, кирпичный завод, молзавод и хлебозаводы. Сейчас главным предприятием села является леспромхоз.

## Транспорт
В селе находится одноимённая железнодорожная станция на линии Вязьма — Тихонова Пустынь, открытая в 1874 году.